# Ramiz Mirzəyev
Ramiz Mirzəyev (ur. 27 października 1954, zm. 30 października 2007) – azerski działacz sportowy, polityk, prezes Federacji Piłkarskiej Azerbejdżanu (AFFA).
Początkowo był pracownikiem przemysłu naftowego oraz działaczem politycznym. Przez pewien okres pełnił funkcję prezesa jednego z czołowych azerskich klubów piłkarskich - Neftçi PFK. W 2003 r., objął funkcję prezesa Federacji Piłkarskiej Azerbejdżanu, bezskutecznie starał się o przyznanie Azerbejdżanowi prawa do organizacji Mistrzostw Europy w piłce nożnej.
Zmarł po krótkiej chorobie w 3 dni po swoich 53 urodzinach.